# Prière pour l'Ukraine

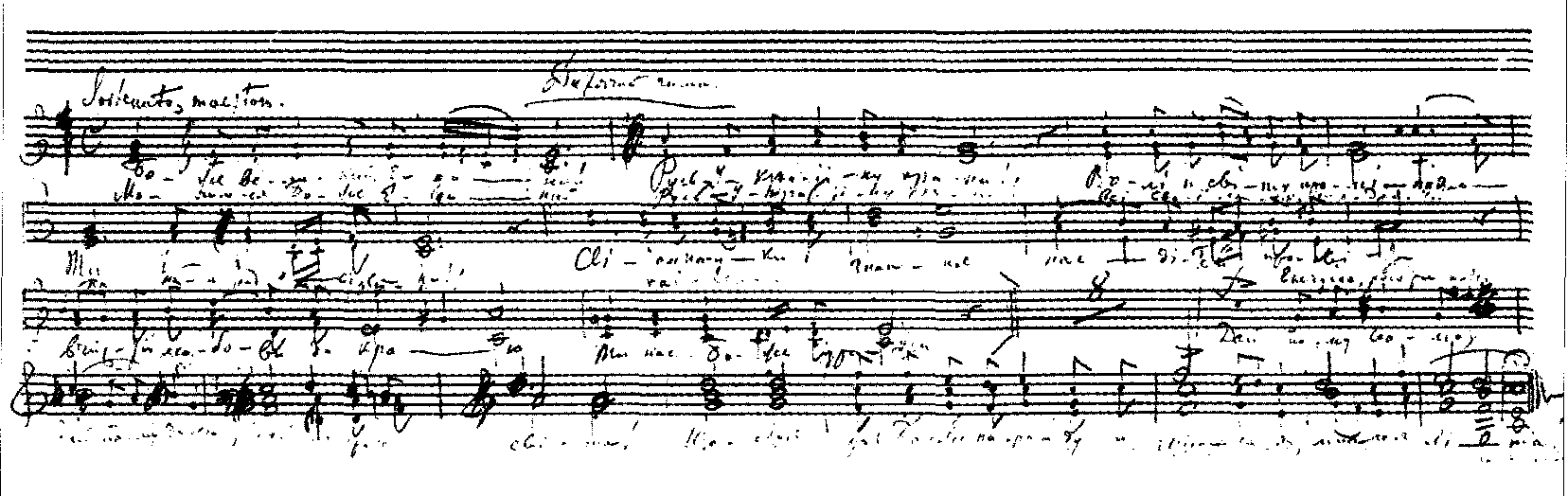
Partition par Lysenko, 1885.

Prière pour l'Ukraine (en ukrainien : Молитва за Україну (Molytva za Oukraïnou)) est un hymne ukrainien patriotique. Le texte a été écrit par Oleksandr Konysky (en) et la musique a été composée par Mykola Lysenko. Il a acquis une importance nationale lorsqu'il a été interprété par des chœurs de masse pendant la guerre d'indépendance ukrainienne. L'hymne était destiné à être un hymne spirituel officiel de l'Ukraine.
Le 26 février 2022, un chœur ukrainien de New York a interprété l'hymne dans le cold open de Saturday Night Live pour protester contre l'invasion de l'Ukraine par la Russie en 2022,.